# Christian Rickmann
Christian Rickmann, auch Christianus Rickmann, (* 24. Januar 1741 in Lüneburg; † 10. Februar 1772 in Jena) war ein deutscher Mediziner und Pionier der Sozialmedizin.

## Leben
Christian Rickmann war ein Sohn des in Lüneburg 1732 bestallten Syndikus und späteren Obersyndikus Johann Heinrich Rickmann (1695–1758) und dessen Ehefrau Anna Eleonore (1705–1770), geborene Wehrkamp. Seine Schwester Maria Magdalena (1738–1812) heiratete 1767 den Rechtshistoriker und Inspektor der Ritterakademie Lüneburg Johann Friedrich Jugler.
Christian Rickmann studierte ab 1761 an der Universität Jena Medizin, wurde 1765 bei Johann Friedrich Faselius promoviert und wirkte später ab 1768 als Privatdozent und ab 1769 als außerordentlicher Professor an der Universität Jena.
Am 16. Februar 1770 wurde er unter der Präsidentschaft des Mediziners Ferdinand Jakob Baier mit dem akademischen Beinamen Daphnus Ephesius unter der Matrikel-Nr. 726 als Mitglied in die Kaiserlich Leopoldinisch-Carolinische Akademie der Naturforscher aufgenommen.

## Schriften
als Autor
- Dissertatio Inauguralis Medica De causis sternutationis eiusque effectibus. Jena 1765 (Digitalisat)
- Osteologische Abhandlungen. Frankfurt und Leipzig 1767 (Digitalisat)
- Von der Unwahrheit des Versehens und der Hervorbringung der Muttermahle durch die Einbildungskraft. Gollner, Jena 1770 (Digitalisat)
- Von dem Einfluß der Arzneiwissenschaft auf das Wohl des Staats und dem besten Mittel zur Rettung des Lebens. Hartmann, Jena 1771 (Digitalisat)

als Herausgeber
- Johann Friedrich Faselius: Elementa Medicinae Forensis. Jena 1767 (Digitalisat)
- Johann Friedrich Faselius: Gerichtliche Arzeneygelahrheit, worinnen die vornehmsten Materien des bürgerlichen criminal- und geistlichen Rechts, nach denen neuesten und besten medicinischen Grundsätzen erläutert und erkläret werden. Übersetzt von Christian Gottfried Langen,  Leipzig und Bautzen 1768 (Digitalisat), 2. Auflage, Leipzig und Bautzen 1770 (Digitalisat)

als Praeside
- Johann Gabriel Gottlieb Doppelmair: Dissertatio Medico-Forensis De partv legitimo. Heller, Jena 1767 (Digitalisat)
- Heinrich Carl Reich: Dissertatio Medica De dysenteriae epidemicae vera indole atque curatione. Heller, Jena 1768 (Digitalisat)